# Rafael Belici
Rafael Belici (Lenzing, ...) è un giocatore di football americano austriaco, di ruolo wide receiver.